# Paralaoma retinoides
Paralaoma retinoides är en snäckart som först beskrevs av Tate 1894.  Paralaoma retinoides ingår i släktet Paralaoma och familjen punktsnäckor. Inga underarter finns listade i Catalogue of Life.